# Judeoprovençal
El judeoprovençal, també conegut com a shoadit (fr. antic: chouadit) o hebraico-comtadí, és una varietat d'occità actualment extinta.
Es tracta d'una combinació de provençal, del qual pren la major part del seu vocabulari i característiques lingüístiques, hebreu, i altres particularitats específiques. És una de les llengües jueves caracteritzades per combinar elements de la llengua local i hebreu, com ara el judeoàrab, el judeocatalà, el judeoespanyol (o ladino o sefardita), o el judeoalemany (o jiddisch).
Tot i alguns documents anteriors, com el poema sobre la Reina Esther, compost per Crescas de Caylar el 1327 en llengua provençal però escrit amb l'alfabet hebreu, els primers testimonis consistents d'aquest parlar com a tal daten del segle xvi, quan era conegut al Comtat Venaissí amb el nom de roman. Des d'aleshores, la seva presència a les carrièras ha estat continuada, produint-se tota mena de creacions literàries tant de naturalesa artística com litúrgica, fins a la unió de fet del Comtat amb França, just abans de l'adveniment de la Revolució Francesa, arran de la qual els jueus francesos van obtenir els mateixos drets que qualsevol altre ciutadà, inclòs el de viure a qualsevol lloc del país. Això va provocar la dispersió dels habitants de les carrièras i el començament del procés de decadència del judeoprovençal, procés que va esdevenir irreversible després de la Shoah (l'Holocaust).
L'escriptor provençal Armand Lunel (mort el 1977) generalment ha estat considerat l'últim parlant de l'idioma. Tanmateix, es té constància de dues persones més, Blanche Mossé (majordona de la sinagoga de Carpentras després de la Segona Guerra Mundial), i una Madame Amado (de soltera, Nasquet), el fill de la qual, Pierre Amado, va fornir valuoses dades sobre aquesta llengua antiga a l'investigador Haim Vidal Sephiha el 1981.
El shoadit s'escrivia més o menys indistintament en caràcters hebreus o llatins, tot i que sembla haver una certa preferència pels hebreus als textos religiosos i pels llatins als seculars.
Entre la seva producció literària destaca un gènere original conegut com a lis obros (les obres) en provençal o פיוטים (piutim, càntics) en hebreu, el qual consistia en poemes que alternaven un vers en llengua judeoprovençal amb un en llengua hebrea.